# Eparchie mogilevská
Eparchie mogilevská je eparchie běloruské pravoslavné církve nacházející se v Bělorusku.

## Území a titul biskupa
Zahrnuje správní hranice území Bjalyničského, Horeckého, Drybinského, Klimavičského, Krasnapollského, Kryčaŭského, Kruhlajského, Kascjukovičského, Mogilevského, Mscislaŭského, Slaŭharadaského, Chocimského, Čavuského, Čerykaŭského a Škloŭského rajónu Mohylevské oblasti.
Eparchiálnímu biskupovi náleží titul biskup mogilevský a mscislaŭský.

## Historie
Eparchie byla zřízena 11. listopadu 1632 oddělením území od polocké eparchie.
Dne 3. října 1783 byla eparchie povýšena na archiepiskopii.
Roku 1937 došlo ke zrušení eparchie, poté během okupace Běloruska nacisty došlo k jejímu obnovení. V polovině 40. let byla sloučena s minskou eparchií.
Dne 6. července 1989 byla rozhodnutím Svatého synodu eparchie obnovena.
Dne 24. prosince 2004 byla z jejího území oddělena eparchie babrujská.

## Seznam biskupů
- 1632–1635 Iosif (Bobrikovič)
- 1635–1649 Silvestr (Kosov)
- 1650–1653 Iosif (Kononovič-Gorbackij)
- 1661–1668 Mefodij (Filimonovič)
- 1661–1664 Iosif (Něljubovič-Tukalskij)
- 1669–1677 Feodosij (Vasilevič)
- 1697–1704 Serapion (Polchovskij)
- 1707–1728 Silvestr (Četvertinskij)
- 1729–1733 Arsenij (Berlo)
- 1735–1742 Iosif (Volčanskij)
- 1744–1754 Ieronim (Volčanskij)
- 1755–1795 Georgij (Konisskij) svatořečený
- 1795–1797 Afanasij (Pavlovič Volchovskij)
- 1797–1797 Ilarion (Kondratkovskij)
- 1797–1805 Anastasij (Bratanovskij-Romanenko)
- 1805–1813 Varlaam (Šišackij)
- 1813–1821 Daniil (Nattok-Michajlovskij)
- 1821–1827 Ioasaf (Sretenskij)
- 1827–1831 Pavel (Pavlov-Morev)
- 1831–1837 Gavriil (Gorodkov) svatořečený
- 1837–1840 Smaragd (Kryžanovskij)
- 1840–1844 Isidor (Nikolskij)
- 1844–1860 Anatolij (Martynovskij)
- 1860–1882 Jevsevij (Orlinskij)
- 1882–1885 Vitalij (Grečulevič)
- 1885–1892 Sergij (Spasskij)
- 1892–1892 Pavel (Vilčinskij)
- 1892–1893 Irinej (Orda)
- 1893–1896 Jevgenij (Šerešilov)
- 1896–1904 Misail (Krylov)
- 1904–1911 Stefan (Archangelskij)
- 1911–1922 Konstantin (Bulyčjov)
- 1922–1924 Nifont (Fomin)
- 1924–1927 Nikon (Děgtjarenko)
- 1927–1928 Ioasaf (Šiškovskij-Drylevskij)
- 1929–1930 Feodosij (Vaščinskij)
- 1930–1930 Pjotr (Sokolov)
- 1930–1933 Feodosij (Vaščinskij)
- 1933–1936 Pavlin (Krošečkin) svatořečený mučedník
- 1934–1936 Ioasaf (Ževachov) svatořečený mučedník
- 1936–1937 Alexandr (Rajevskij)
- 1942–1944 Filofej (Narko)
- 1989–2002 Maxim (Krocha)
  - 2002–2002 Filaret (Vachromejev) dočasný správce
- od 2002 Safronij (Juščuk)